# Daniela Vismane
Daniela Vismane (* 10. August 2000) ist eine lettische Tennisspielerin.

## Karriere
Vismane spielt überwiegend ITF-Turniere, bei denen sie bislang vier Titel im Einzel und elf im Doppel gewann.
Im Februar 2017 spielte sie in Tallinn gegen Portugal erstmals für die lettische Fed-Cup-Mannschaft. In ihrer Fed-Cup-Bilanz hat sie fünf Siege und elf Niederlagen zu Buche stehen.

## Turniersiege

### Einzel
| Nr. | Datum             | Turnier | Kategorie   | Belag | Finalgegnerin         | Ergebnis       |
| --- | ----------------- | ------- | ----------- | ----- | --------------------- | -------------- |
| 1.  | 21. Juli 2018     | Pärnu   | ITF $15.000 | Sand  | Angelina Schurawljowa | 4:6, 6:4, 6:2  |
| 2.  | 17. November 2019 | Iraklio | ITF W15     | Sand  | Darja Astachowa       | 0:6, 7:65, 6:1 |
| 3.  | 30. Mai 2021      | Liepāja | ITF W25     | Sand  | Malene Helgø          | 6:4, 6:4       |
| 4.  | 3. März 2024      | Antalya | ITF W15     | Sand  | Amarissa Tóth         | 0:1 Aufgabe    |

### Doppel
| Nr. | Datum              | Turnier               | Kategorie   | Belag | Partnerin           | Finalgegnerinnen                          | Ergebnis          |
| --- | ------------------ | --------------------- | ----------- | ----- | ------------------- | ----------------------------------------- | ----------------- |
| 1.  | 24. August 2018    | Budapest              | ITF $15.000 | Sand  | Petra Januskova     | Klára Hájková Aneta Laboutková            | 7:5, 3:6, [11:9]  |
| 2.  | 17. Juli 2021      | Biarritz              | ITF W60     | Sand  | Oxana Selechmetjewa | Sarah Beth Grey Magali Kempen             | 6:3, 7:65         |
| 3.  | 4. März 2023       | San Miguel de Tucumán | ITF W25     | Sand  | Walerija Strachowa  | Guillermina Naya Julia Riera              | 6:3, 3:6, [13:11] |
| 4.  | 8. Juli 2023       | Liepāja               | ITF W60     | Sand  | Darja Semeņistaja   | Çağla Büyükakçay Lina Gjorcheska          | 6:4, 2:6, [10:3]  |
| 5.  | 30. Juli 2023      | Horb am Neckar        | ITF W25     | Sand  | Darja Astachowa     | Laura Böhner Berta Bonardi                | 6:3, 6:2          |
| 6.  | 2. September 2023  | Oldenzaal             | ITF W40     | Sand  | Gergana Topalova    | Isabelle Haverlag Eva Vedder              | 7:5, 2:6,[10:5]   |
| 7.  | 16. September 2023 | Warna                 | ITF W25     | Sand  | Lisa Pigato         | Karola Patricia Bejenaru Yasmine Mansouri | 7:64, 7:5         |
| 8.  | 11. November 2023  | Iraklio               | ITF W40     | Sand  | Lara Salden         | Oana Gavrilă Sapfo Sakellaridi            | 6:4, 6:3          |
| 9.  | 10. Februar 2024   | Antalya               | ITF W35     | Sand  | Ángela Fita Boluda  | Cristina Dinu Oleksandra Olijnykowa       | 6:4, 6:0          |
| 10. | 24. Februar 2024   | Antalya               | ITF W35     | Sand  | Ángela Fita Boluda  | Martha Matoula Dimitra Pavlou             | 6:1, 6:3          |
| 11. | 11. Mai 2024       | Platja d’Aro          | ITF W35     | Sand  | Eleni Christofi     | Matilde Jorge Diāna Marcinkēviča          | 6:4, 6:2          |